# Стратановский, Георгий Андреевич
Гео́ргий Андре́евич Стратано́вский (21 мая 1901, Санкт-Петербург — 3 ноября 1986, Ленинград) — советский филолог-антиковед, переводчик. Кандидат филологических наук.

## Биография
Окончил Ленинградский университет в 1925 году. Главным его учителем был академик С. А. Жебелёв. Работал учёным корректором в Издательстве Академии наук СССР. С 1936 года — преподаватель ЛГУ.
Арестовывался в 1921 году по делу Таганцева, содержался в одной камере с Н. С. Гумилёвым на Шпалерке. В 1938 году был вновь арестован, освобождён в 1939 году.
В 1941 году на историческом факультете ЛГУ защитил кандидатскую диссертацию «Res gestae Augusti (жанр и идеология, эллинистические влияния, харизматика)». В 1942 году вместе с университетом был эвакуирован в Саратов. После войны преподавал в ЛГУ и других вузах. С начала 1960-х годов полностью посвятил себя переводческой деятельности. Переводил греческих и новолатинских авторов. В соавторстве с М. Н. Ботвинником написал книгу «Знаменитые греки» — пересказ для детей жизнеописаний Плутарха (1961).
Сын Сергей (род. 1944) — поэт, сотрудник Российской национальной библиотеки.

## Переводы
- Стенон Н. О твёрдом, естественно содержащемся в твёрдом / Пер. Г. А. Стратановского. М. : Изд-во АН СССР, 1957. 151 с. (Классики науки)
- Длугош Я. Грюнвальдская битва / Изд. подгот. Г. А. Стратановский и др. М.; Л. : Изд-во АН СССР, 1962. 214 с. (Литературные памятники).
- Страбон. География : В 17 кн. / Пер., статья и коммент. Г. А. Стратановского. Л. : Наука, 1964. 943 с. (Классики науки)
- Геродот. История : В 9 кн. / Пер. и примеч. Г. А. Стратановского. Л. : Наука, 1972. 600 с. (Памятники исторической мысли).
- Феофраст. Характеры / пер., статья и примеч. Г. А. Стратановского. Л. : Наука, 1974. 123 с. (Литературные памятники).
- Фукидид. История / Изд. подгот. Г. А. Стратановский и др.; [Примеч. Г. А. Стратановского]. Л. : Наука, 1981. 543 с. (Литературные памятники).